# Lattre-Saint-Quentin
Lattre-Saint-Quentin és un municipi francès del departament del Pas de Calais, a la regió dels Alts de França.
És un municipi fruit de la fusió entre l'antic municipi de Latre i l'antic municipi de Saint-Quentin.
Forma part de la Comunitat de Comunes de la Val de Gy.

## Economia
- Ramaderia bovina
- Sitja de gra

## Demografia
Evolució demogràfica (Font: Insee)
- 1962 - 199 h
- 1975 - 157 h
- 1990 - 191 h
- 1999 - 193 h.

## Patrimoni i turisme
- Arquitectura civil
  - Restes d'un antic castell.
  - Antiga granja del 1673
  - Antiga mansió del 1789

- Arquitectura sagrada
  - Església de Sant Quintí, del segle xiii.

- Vida local
  - Vil·la florida
  - Festa comunal: diumenge de la Trinitat.